# Николай Димитров (футболен треньор, р. 1990)
Вижте пояснителната страница за други личности с името Николай Димитров.
Николай Димитров Димитров е бивш български футболист, защитник. След края на състезателната си кариера започва треньорска. В момента Димитров е старши треньор на Марица (Пловдив).

## Кариера
Димитров започва футболната си кариера в Ботев (Пловдив), където се състезава до 18-годишна възраст, когато подписва първи професионален договор с отборът на Сливен. Известният с прозвището си Ноко защитник, решава да се върне в родния си клуб по средата на сезон 2010/2011, като става основен център защитник на върналия се в професионалния футбол отбор на канарчетата. През сезон 2018/2019 преминава в Марица (Пловдив) от състава на Борислав (Първомай). Именно в Марица Димитров решава да завърши своята състезателна кариера. Той започва да се занимава с треньорска дейност в частен клуб, а през януари 2020 поема набор 2012 в Марица. Поема представителния тим на Марица, с който през сезон 2020/2021 печели първо място в Трета лига и промоция за изкачване във Втора професионална лига. 

## Статистика по сезони
| Сезон     | Отбор           | Първенство      | Мачове | Голове |
| --------- | --------------- | --------------- | ------ | ------ |
| 2006/2007 | Ботев Пловдив   | А група         | 2      | 0      |
| 2007/2008 | Ботев Пловдив   | А група         | 3      | 0      |
| 2008/2009 | ОФК Сливен 2000 | А група         | 1      | 0      |
| 2009/2010 | ОФК Сливен 2000 | А група         | 12     | 0      |
| 2010/2011 | ОФК Сливен 2000 | А група         | 6      | 0      |
| 2010/2011 | Ботев Пловдив   | В ЮИ група      | 12     | 0      |
| 2011/2012 | Ботев Пловдив   | Б Източна група | 8      | 0      |